# Prangos ammophila
Prangos ammophila är en flockblommig växtart som beskrevs av Aleksandr Andrejevitj Bunge. Prangos ammophila ingår i släktet Prangos och familjen flockblommiga växter. Inga underarter finns listade i Catalogue of Life.